# Maassenia comorana
Maassenia comorana är en fjärilsart som beskrevs av Rothschild och Jordan 1915. Maassenia comorana ingår i släktet Maassenia och familjen svärmare. Inga underarter finns listade i Catalogue of Life.